# TortoiseGit
TortoiseGit — визуальный клиент системы управления исходными кодами программ git для ОС Microsoft Windows. Создан на основе клиента контроля версий TortoiseSVN. Распространяется по лицензии GNU GPL.

## Описание
TortoiseGit — это бесплатный клиентский инструмент с открытым исходным кодом для репозиториев на основе Git, который управляет пользовательскими файлами и отслеживает их изменения.
Реализован как расширение проводника Windows (shell extension). Подрисовывает иконки к файлам, находящимся под управлением Git, для отображения их статуса в Git.
TortoiseGit поддерживает выполнение обычных задач:
- создание коммитов;
- отображение журналов;
- сравнение двух версий;
- создание веток и тегов;
- создание исправлений и т. д[6]

Пользовательский интерфейс сделан на основе TortoiseSVN, поэтому практически полностью совпадает с ним, за исключением возможностей, специфичных для Git.
Взаимодействие с системой контроля версий основано на mSysGit, TortoiseGit использует его внутри себя, и требует его установки на машину. После установки можно перевести из другого формата в нужный вам. 
Поставляется с утилитой TortoiseGitMerge для визуального сравнения двух файлов и разрешения конфликтов. 

## Особенности и аналоги
TortoiseGit поддерживает вас обычными задачами, такими как фиксация, показ логов, различие двух версий, создание веток и тегов, создание патчей и т. д.
Он разработан под лицензией GPL. Это означает, что он абсолютно бесплатен для всех, в том числе в коммерческой среде, без каких-либо ограничений. Исходный код также находится в свободном доступе, так что вы даже можете разработать свою собственную версию.
К аналогам сервиса относятся следующие:
SmartGit - интерфейс для распределённой системы контроля Git. Работает на Windows, Mac OS X и Linux.
SourceTree - клиент Mac и Windows для Mercurial и Git.
GitKraken - интуитивно понятный и быстрый кроссплатформенный Git-клиент.
GitHub Desktop - это собственный клиент GitHub для Mac OS X и Windows с графическим интерфейсом пользователя.
Git Extensions - автономный инструмент пользовательского интерфейса для управления git-репозиториями.